# Инцидент у ворот Сакурада (1932)
Инцидент у ворот Сакурада 9 января 1932 года — покушение на императора Японии Хирохито, совершённое в Токио корейским патриотом Ли Бончханом при помощи броска ручной гранаты.

## Покушавшийся
Ли Бончхан был активистом борьбы за независимость Кореи и членом организации «Корейский патриотический легион», которую возглавлял Ким Гу. Он несколько лет прожил в Японии, а ручные гранаты получил в Шанхае, где также принёс присягу.

## Покушение
Расписание поездок императора, в тот день направлявшегося из своего дворца на военный парад, покушавшийся узнал из газет, а приблизиться к процессии смог благодаря тому, что притворился военным полицейским. Он бросил гранату, которая разорвалась у экипажа министра императорского двора, не навредив императору, но убив лошадей. Ли Бончхан был схвачен на месте происшествия, судим и повешен 10 октября 1932 года.

## Последствия

### Непосредственные
Премьер-министр Японии Инукаи Цуёси в качестве извинения за провал служб безопасности предложил императору свою отставку, которая не была принята.
Инцидент не оказал влияния на политику Японии в оккупированной ею Корее, но был представлен как одиночный акт терроризма. Между тем, симпатия к корейскому движению за независимость в китайской прессе привела к ноте протеста правительства Японии и очередному ухудшению и без этого скверных к тому времени отношений между этими странами.

### Отдалённые
Ли Бончхан был посмертно награждён южнокорейским орденом «За заслуги в создании государства» в 1962, а в 1992 в его честь была выпущена почтовая марка.